# Antoni Walawski
Antoni Jordan Walawski herbu Trąby – cześnik sanocki w 1781 roku, wojski sanocki w latach 1769–1770, miecznik sanocki w latach 1768 -1769, wojski mniejszy sanocki w latach 1766 -1768.
W 1767 roku przystąpił do konfederacji radomskiej.